# F. Moritz Müller

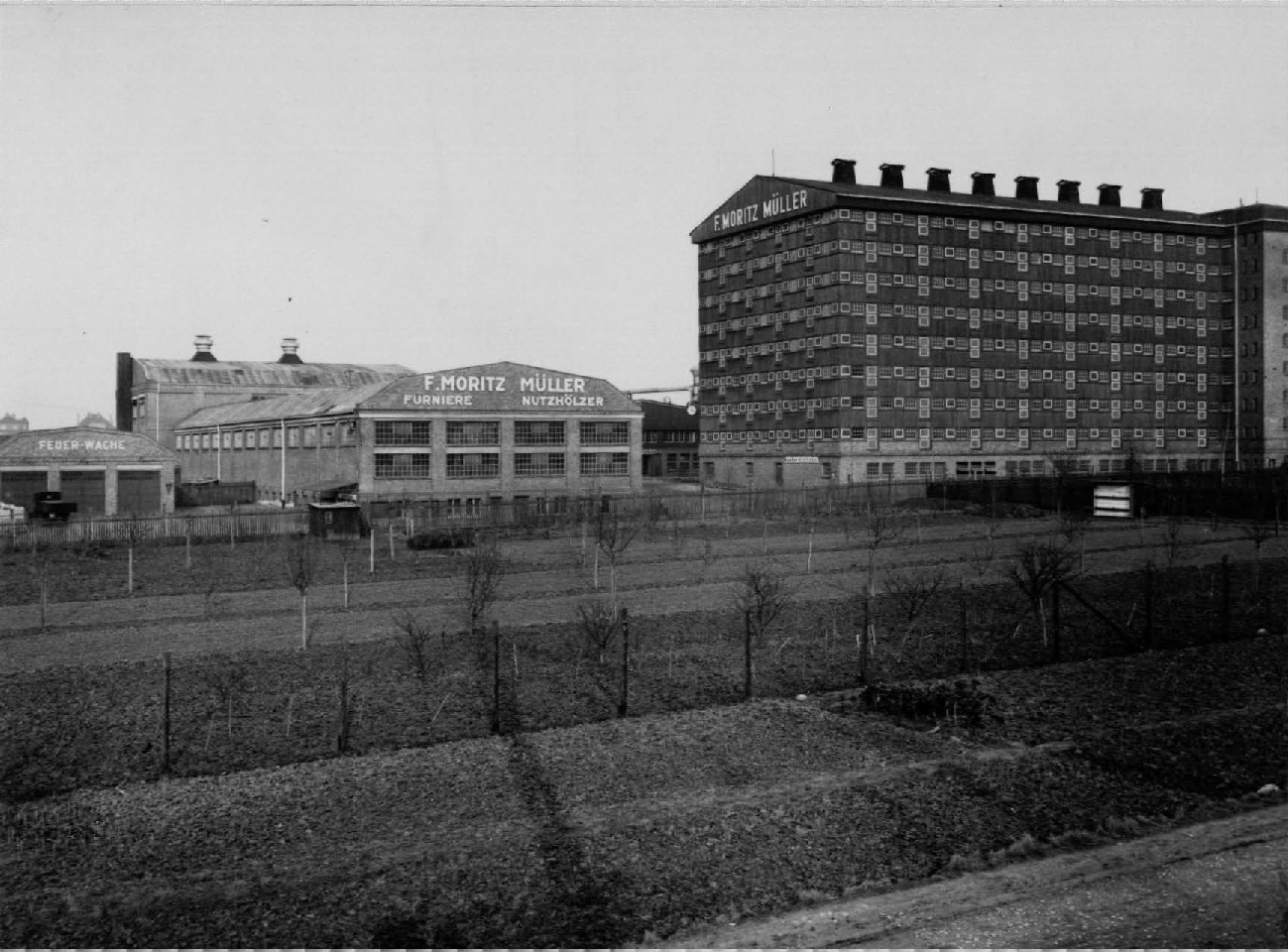
F. Moritz Müller Leipzig (ca. 1925)

F. Moritz Müller (kurz: FMM) war ein deutsches Unternehmen der Holzverarbeitung mit Sitz in Leipzig. Gegründet im Jahr 1878 durch Friedrich Moritz Müller, entwickelte es sich im frühen 20. Jahrhundert zu einem der größten und modernsten Säge- und Furnierwerke Europas. Neben dem Hauptstandort in Leipzig-Wiederitzsch betrieb das Unternehmen weitere Werke in Riesa, im Düsseldorfer Hafen, im Hamburger Hafen und in Berlin-Neukölln. Nach dem Zweiten Weltkrieg wurde das Unternehmen 1948 auf sowjetischer Seite enteignet und als VEB Holzveredelungswerk Leipzig-Wiederitzsch weitergeführt. Im Westen lief das Unternehmen weiter, jedoch ohne die Hauptzentrale in Leipzig. Nach der Wiedervereinigung versuchten die Firmenerben das Unternehmen in der ehemaligen DDR zurückzuerlangen, jedoch ohne nachhaltigen Erfolg.

## Geschichte

### Gründung und frühe Jahre (1878–1920er Jahre)
Das Unternehmen wurde 1878 von Friedrich Moritz Müller in Leipzig gegründet. Anfangs spezialisierte sich die Firma auf den Holzhandel, insbesondere den Import und die Verarbeitung von Edelhölzern. Durch innovative Fertigungstechniken und eine steigende Nachfrage nach Holzprodukten wuchs das Unternehmen stetig.

### Blütezeit (1920er Jahre–1940er Jahre)
In den 1920er Jahren expandierte das Unternehmen erheblich und errichtete neben dem Hauptwerk in Leipzig-Wiederitzsch weitere große Standorte im Düsseldorfer Hafen, im Hamburger Hafen, in Riesa und in Berlin-Neukölln. Diese Werke spezialisierten sich auf die Lagerung, Verarbeitung und den Vertrieb von Holz und Holzprodukten und machten F. Moritz Müller zu einem der führenden Holzverarbeiter Deutschlands. Das Unternehmen exportierte seine Produkte europaweit.
Der kleine Ort Wiederitzsch, in dem die Firma größter Industriebetrieb und zugleich größter Grundbesitzer war, profitierte erheblich von ihrer wirtschaftlichen Stärke. Das Unternehmen unterstützte die städtische Entwicklung durch erhebliche Geldzuwendungen, insbesondere für die Heranführung der Straßenbahnlinie (heute Linie 16) aus Leipzig im Jahr 1926 sowie für die Erweiterung der Wasserleitung.
In den 1930er Jahren entstanden im Wiederitzscher Werk Anlagen für die Herstellung von Fassdauben aus Holzlamellen, wodurch die Fässer kostengünstiger produziert werden konnten als mit Dauben aus vollem Holz. Georg Müller, der Enkelsohn des Gründers Friedrich Moritz Müller, erhielt hierfür 1934 ein amerikanisches Patent, das zur weiteren wirtschaftlichen Expansion des Unternehmens beitrug.

### Zeit des Nationalsozialismus (1933–1945)
Während der NS-Zeit wurde das Unternehmen in die Kriegswirtschaft eingebunden. Es gibt Hinweise darauf, dass in den Werken Zwangsarbeiter eingesetzt wurden, wie es in vielen deutschen Industriebetrieben jener Zeit der Fall war. Die genauen Umstände und das Ausmaß dieser Zwangsarbeit sind jedoch nicht vollständig dokumentiert.

### Enteignung und DDR-Zeit (1948–1990)
Nach dem Zweiten Weltkrieg wurde die Firma 1948 während der Sowjetischen Besatzungszeit enteignet und in den VEB Holzveredelungswerk Leipzig-Wiederitzsch umgewandelt. Diese Enteignung erfolgte auf der umstrittenen Grundlage besatzungshoheitlicher Maßnahmen der sowjetischen Militäradministration und war Teil der großflächigen Verstaatlichung in der SBZ. Die westdeutschen Standorte wurden von der Verstaatlichung nicht betroffen, verloren jedoch ohne die Leipziger Zentrale an Bedeutung.

### Nach der Wiedervereinigung (1990–heute)
Nach der deutschen Wiedervereinigung versuchten die Firmenerben das Unternehmen in der ehemaligen DDR zurückzuerlangen und neu aufzubauen. Ein wesentlicher Streitpunkt war die rechtliche Einordnung der Enteignung von 1948. Da sie während der sowjetischen Besatzungszeit erfolgte, fiel sie unter die Regelung des Einigungsvertrags von 1990, wonach Enteignungen auf besatzungsrechtlicher Grundlage nicht rückgängig gemacht werden. Dies führte dazu, dass das 660.000 Quadratmeter große Firmenareal in Leipzig-Wiederitzsch nicht an die ursprünglichen Eigentümer zurückgegeben wurde, obwohl es nach westlichen Maßstäben als „unrechtmäßige Enteignung“ angesehen werden könnte.
Das Werk selber versuchte in der Form einer GmbH weiterzuleben, musste jedoch 1992 wegen Unwirtschaftlichkeit in Liquidation gehen. In der Zwischenzeit ließ die Treuhand sämtliche Firmenbauten und -anlagen abreißen, auch die als Zeppelinhalle bekannte Furnierhalle wurde abgebrochen.